# المقصرة (ماهلية)

تعديل مصدري - تعديل

المقصرة هي إحدى قرى عزلة العمود ال طالب بمديرية ماهلية التابعة لمحافظة مأرب، بلغ تعداد سكانها 205 نسمة حسب تعداد اليمن لعام 2004.